# Antoni Kim Sŏng-u
Św. Antoni Kim Sŏng-u (ko. 김성우 안토니오) (ur. 1794 w Kusan, Korea – zm. 29 kwietnia 1841 w Tangkogae, Korea) – męczennik, święty Kościoła katolickiego.
Antoni Kim Sŏng-u urodził się w 1794 roku w Kusan, prowincja Gyeonggi w Korei. Cała jego rodzina była katolicka. 
Antoni Kim Sŏng-u po śmierci matki przeprowadził się do Seulu, natomiast jego dwóch młodszych braci pozostało w Kusan. Obaj zostali aresztowani z powodu wiary, starszy z nich Augustyn zmarł w więzieniu w maju 1841 roku.
Antoni Kim Sŏng-u był dwukrotnie żonaty. Po przybyciu misjonarzy do Korei urządził w swoim domu małą kaplicę, w której gromadzili się chrześcijanie i Piotr Maubant odprawiał msze. W końcu 1839 roku doniesiono na Antoniego Kim Sŏng-u władzom, w efekcie czego cała rodzina została uwięziona w styczniu 1840 roku. Antoniego Kim Sŏng-u poddano torturom w celu zmuszenia do wyrzeczenia się wiary. Został uduszony 29 kwietnia 1841 roku.
Dzień jego wspomnienia w Kościele katolickim przypada w dzienną rocznicę śmierci, a w grupie 103 męczenników koreańskich 20 września.
Beatyfikowany 5 lipca 1925 roku przez Piusa XI, kanonizowany 6 maja 1984 roku w Seulu przez Jana Pawła II w grupie 103 męczenników koreańskich.